# Скварк
Скварк — у фізиці елементарних частинок гіпотетичний бозон, суперпартнер (або дзеркальна частинка, тіньова частинка, счастіця) кварка, сферміон, чиє існування постулюється в суперсиметрії. Позначається так само, як і кварк, але з тильдой зверху (q͂).
Скварк є суперпартнером кварку. Ця група включає сверхній скварк, сніжний скварк, сочарованний скварк, сстранний скварк, сістін скварк (стоп кварк, t-скварк, топ скварк) і счарівний скварк.